# Arnaldo Lucci
Arnaldo Lucci (16 settembre 1871 – Napoli, 13 novembre 1945) è stato un politico italiano.

## Biografia
Avvocato civilista e docente all'Università di Napoli, aderisce giovanissimo al Partito Socialista Italiano ed è uno dei fondatori, assieme ad Arturo Labriola, della rivista "Propaganda". Dalle colonne di questo periodico è uno dei protagonisti della battaglia contro il malcostume politico di Antonio Summonte, sindaco di Napoli, personaggio molto discusso che sarà poi indagato e condannato, grazie a una commissione di inchiesta parlamentare, nel "Processo Casale-Summonte". Consigliere comunale e provinciale nel capoluogo partenopeo, massone di obbedienza non accertata, viene eletto deputato per tre volte. Dopo l'omicidio di Giacomo Matteotti aderisce alla Secessione dell'Aventino e viene di conseguenza dichiarato decaduto dal mandato nel 1926. Quale deputato aventiniano del 1924 entra di diritto alla Consulta nazionale, di cui assume la vicepresidenza fino alla scomparsa.